# Němčičky (Distrito de Břeclav)
Němčičky é uma comuna checa localizada na região de Morávia do Sul, distrito de Břeclav‎.

## Informações Externas
- Escritório Estatístico Tcheco: Municipalidades de Distrito de Břeclav